# Абанты
Абанты (др.-греч. Ἄβαντες) — ионийское племя, жившее на острове Эвбея, упоминаются Геродотом и Гомером.
Как отмечает Плутарх, абанты были мастерами ближнего боя.
По Аристотелю — фракийцы, переселившиеся из Фокиды на Эвбею и давшие своё имя древнейшим обитателям этого острова. С Эвбеи абанты под предводительством Элефенора отправились под Трою на 40 кораблях. Во время путешествия к ним присоединились сыновья Тесея. На обратном пути 8 кораблей абантов занесло бурей к Керавнийским горам в Иллирии, откуда впоследствии они переселились в Ионию. На изображениях абанты выглядят как дикари с длинными волосами, спускающимися на спину.
Архилох пишет о них:
```
То не пращи засвистят и не с луков бесчисленных стрелы
	Вдаль понесутся, когда бой на равнине зачнёт
Арес могучий: мечей многостонная грянет работа.
	В бое подобном они опытны боле всего —
Мужи-владыки Эвбеи, копейщики славные…
```

Абанты первыми начали стричь волосы только спереди — для того, чтобы враги не могли ухватить их за волосы.